# Stéphane Mallarmé (téléfilm)
Pour plus de détails, voir Fiche technique et Distribution.
Stéphane Mallarmé est un film pédagogique réalisé par Éric Rohmer en 1968. Il s'agit d'un entretien fictif entre un journaliste et le poète Stéphane Mallarmé. Les paroles de ce dernier sont toutes issues de textes qu'il a lui-même produits.

## Texte de Mallarmé
Le discours de Stéphane Mallarmé, récité par Jean-Marie Robain, est composé de l'entretien entre le poète et le journaliste Jules Huret retranscrit dans L'Écho de Paris en 1891 entre autres, et d'autres textes ou lettres de la main du poète,. De sa correspondance, on y trouve en particulier la lettre à Eugène Lefébur à propos du sonnet en X et du mot ptyx.
Les questions posées par le journaliste hors champ, incarné par le réalisateur lui-même, sont en revanche élaborées pour le documentaire.

## Réalisation du film
Éric Rohmer a travaillé en étroite collaboration avec Andrée Hinschberger pour réaliser le film. En ce qui concerne « Stéphane Mallarmé, par exemple, on découvre une correspondance passionnée sur le sujet avec Andrée Hinschberger, enseignante et complice, collaboratrice de premier ordre sur le film ».

## Intentions pédagogiques
Éric Rohmer et Andrée Hinschberger ont rédigé pour la Radio-Télévision scolaire des intentions pédagogiques pour le film Mallarmé :
« Faire parler de son œuvre par le poète même, tel est le propos général de cette série d’initiation à la poésie contemporaine. Or, s’il est vrai que nous ne pouvons évoquer la personne physique de Mallarmé que par les portraits de Manet, Gauguin, Whistler ou Nadar, et que de trop rares échos nous sont parvenus des Mardis de la rue de Rome, il reste tout de même entre nos mains un document précieux : l’entretien avec Jules Huret, publié en 1891 par L’Écho de Paris. D’où la tentation à laquelle nous avons succombé, de faire revivre sur le petit écran cette conversation, sans pour autant nous dissimuler le péril de l’entreprise. même avec le plus grand soin dans le détail ; même avec l’appoint du meilleur comédien du monde, c’est en vain que nous courrions après le vrai Mallarmé, son regard, son sourire, ses gestes les inflexions de sa voix. Conçue comme un essai de reconstitution exacte, notre tentative est, sans aucun doute, vouée à l’échec. En fait, il ne faut voir rien de plus ici que la lecture « en costume » d’un texte peu connu et qui apparait pourtant comme la meilleure introduction qui soit à Mallarmé, au symbolisme et à la poésie du XXe siècle. Nous osons croire que la timide mascarade, dont nous l’égayons aura le pouvoir de rendre cette prose dense, mais claire, plus accessible et plus frappante encore. Nous nous sommes permis d’en retrancher quelques paragraphes : ceux qui concernaient le naturalisme, hors de notre sujet. Nous y avons ajouté, en revanche, des phrases glanées dans divers articles, lettres ou propos rapportés, ce qui nous a conduit à situer l’entretien quelques années plus tard, autour de 1896, puisqu’on y cite le cinématographe et qu’il est question du 
Coup de dés.
La plus grande rigueur a présidé au choix des œuvres picturales figurant dans cette émission. Nous n’avons retenu que celles que Mallarmé désigne nommément ou qui furent conçues pour illustrer son œuvre ; par exemple, les deux toiles de Manet dont le refus au salon de 1874 lui inspira un article, ou bien les dessins qu’Odilon Redon lui envoya et qu’il commente dans ses lettres de remerciement au peintre. ».

## Fiche technique
Sauf indication contraire, les informations mentionnées dans cette section peuvent être confirmées par les bases de données cinématographiques IMDb et Allociné,  présentes dans la section « Liens externes ».
- Réalisation : Éric Rohmer
- Scénario : Éric Rohmer et Andrée Hinschberger
- Photographie : Jean-Pierre Lazar[6]
- Décors : Ginette Lusseau
- Pays de production :  France
- Langue originale : français
- Format : noir et blanc
- Durée : 27 minutes[7]

## Distribution
- Jean-Marie Robain : Stéphane Mallarmé
- Éric Rohmer : journaliste hors champ